# Koplotovce
Koplotovce este o comună slovacă, aflată în districtul Hlohovec din regiunea Trnava. Localitatea se află la altitudinea de 165 m deasupra n.m., se întinde pe o suprafață de 5,799 km2 și în 2017 număra 760 de locuitori.

## Istoric
Localitatea Koplotovce este atestată documentar din 1113.

## Demografie
| An:                | 1994 | 2004   | 2014    | 2024    |
| ------------------ | ---- | ------ | ------- | ------- |
| Număr de persoane: | 541  | 580    | 768     | 848     |
| Diferență:         |      | +7,20% | +32,41% | +10,41% |

| An:                | 2023 | 2024   |
| ------------------ | ---- | ------ |
| Număr de persoane: | 827  | 848    |
| Diferență:         |      | +2,53% |